# Shadowheart (album)
Shadowheart è il primo album del gruppo musicale folk metal finlandese Kivimetsän Druidi, pubblicato il 20 ottobre 2008 per l'etichetta Century Media Records.
Le canzoni Blacksmith e Jäässä Varttunut sono ri-registrazioni di canzoni presenti nell'EP Taottu, Pedon Loitsu e Mustan Valtikan Aika sono ri-registrazioni di canzoni presenti nell'EP Mustan Valtikan Aika e Burden e The Tyrant sono ri-registrazioni di canzoni presenti nel demo The New Chapter.
Il concept dell'album è basato su una storia fantasy ideata da Joni Koskinen.
La traccia Leaves è stata inserita nella raccolta celebrativa dei vent'anni della Century Media Records Covering 20 Years of Extreme.

## Tracce
1. Northwind - Prelude - 1:29
2. Blacksmith - 6:01
3. Jäässä Varttunut ("Grown Up Within Ice") - 5:51
4. Halls of Shadowheart - 4:36
5. Pedon Loitsu ("The Spell Of The Beast") - 5:57
6. Burden - 4:31
7. The Tyrant - 5:44
8. Tiarnäch - Verinummi ("Bloodmoor") - 2:33
9. Verivala ("Bloodoath") - 4:01
10. Korpin Laulu ("Raven's Song") - 5:19
11. Mustan Valtikan Aika ("The Era Of The Black Scepter") - 7:00
12. Viimeinen Peikkokuningas ("The Last Of The Troll Kings") - 2:22
13. Leaves (Cover dei The Gathering) - 4:42

## Formazione
- Leeni-Maria Hovila - voce
- Joni Koskinen - chitarra, voce death
- Antti Rinkinen - chitarra
- Antti Koskinen - tastiere
- Simo Lehtonen - basso
- Atte Marttinen - batteria